# Caracol

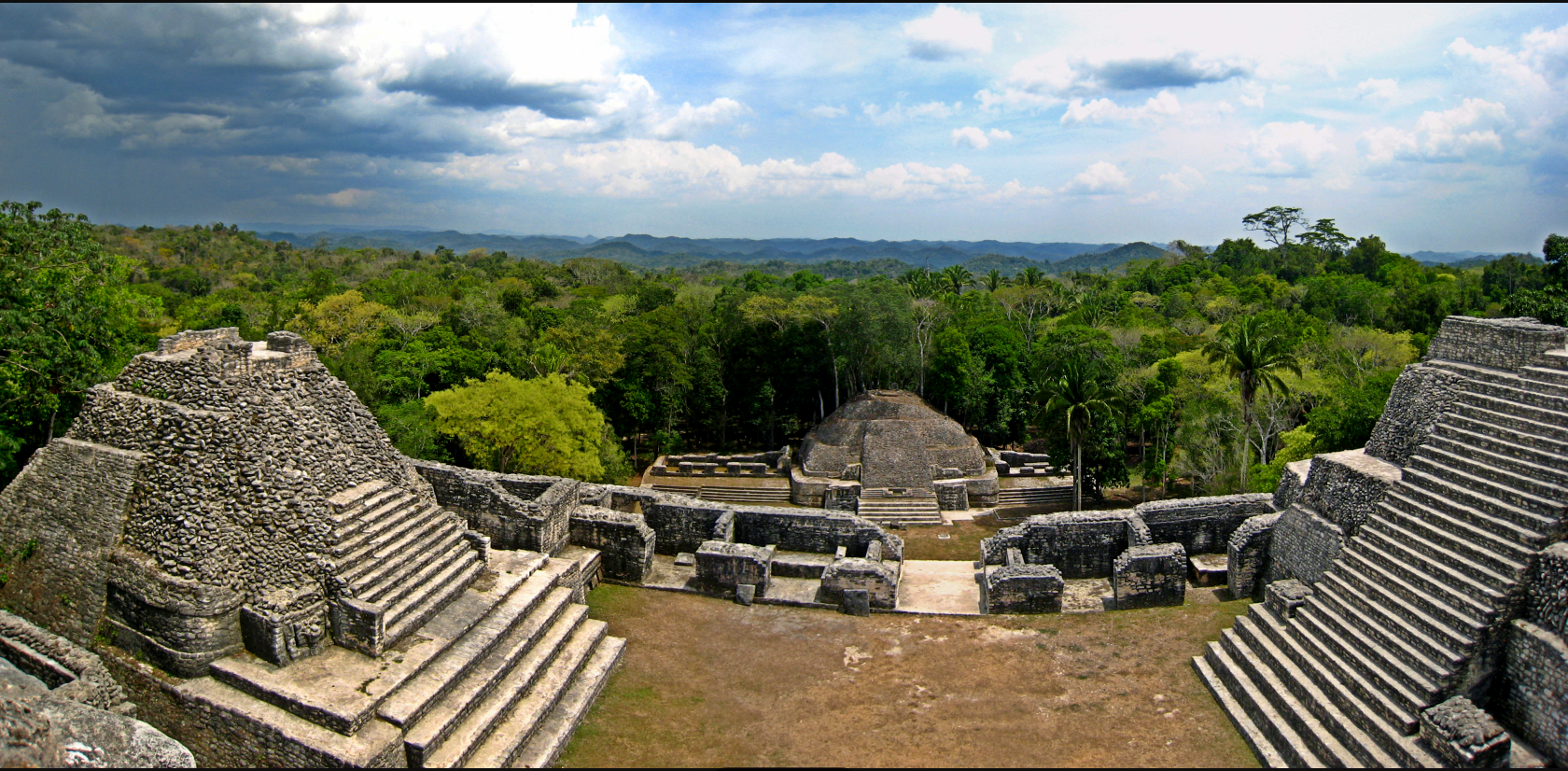
Tempelanlage in Caracol

Caracol ist eine Maya-Ruinenstätte im Süden der Provinz Cayo in Belize (Mittelamerika).
Die Stadt war von ca. 1200 v. u. Z. bis 900 besiedelt und unter ihrem zeitgenössischen Namen Uxwitza zu ihrer Blütezeit eine Großstadt mit deutlich über 100.000 Einwohnern. Sie zählte zu den dominanten Zentren des Maya-Tieflands.

## Lage
Die Stätte befindet sich in den Ausläufern der Maya Mountains. Damit ist sie geografisch deutlich abgesetzt von dem nächstgelegenen Regionalzentrum, dem Upper Belize River Valley mit seinen vielen Orten, das rund 40 bis 50 Kilometer weiter nördlich liegt.

## Geschichte
Der Ort wurde bereits etwa 1200 v. Chr. besiedelt, hatte seinen Höhepunkt aber in der Klassischen Periode vom 5. bis zum 9. Jahrhundert mit einer geschätzten Einwohnerzahl von mehr als 115.000 Menschen. Der spanische Name ist modern und bedeutet „Schnecke“. Der ursprüngliche Name war Uxwitza und bedeutet soviel wie „Ort dreier Berge“. Durch seine Lage hatte Uxwitza' Zugang zu wichtigen Rohstoffen wie Granit, Schiefer, Hämatit und Pinienholz, was es zu einem wichtigen strategischen Zentrum machte.
Als Begründer der Herrscherdynastie in Uxwitza' gilt Te' K'ab' Chaak, der im Jahr 331 den Thron bestieg und mindestens bis 349 regierte. Sein vermutliches Grab (sowie weitere der Zeit) machen deutlich, dass die Stadt bereits vor 350 regen Austausch mit der Kultur des zentralmexikanischen Teotihuacán hatte.
Im Jahr 553 wurde von Tikal aus mit Yajaw Te' K'inich II. ein neuer Herrscher eingesetzt. Als jedoch 556 in Tikal ein Adliger aus Uxwitza' hingerichtet wurde, kam es zu einem offenen Konflikt und schließlich zum Bruch mit Tikal. Bereits 562 war Uxwitza' alliiert mit der zu dieser Zeit in Dzibanche ansässigen Kaan-Dynastie und wahrscheinlich auch dynastisch mit dieser verbunden.
618 bestieg „K'an II.“ den Thron (der Name ist modern, da seine Lesung noch Schwierigkeiten bereitet). Seine Herrschaft bis 658 war von Stabilität und Wohlstand geprägt. K'an II. pflegte weiterhin eine enge Bindung an die Kaan-Dynastie, im Jahr 619 wurde seine Thronbesteigung durch ihren damaligen Herrscher Yuknoom Ti' Chan II. bestätigt.
Als Naranjo, bis zu diesem Zeitpunkt ebenfalls Kaan-Alliierter, sich 626 von der Dynastie lösen wollte, intervenierte Uxwitza' unter K'an II. militärisch und besiegte Naranjo. Im Dezember 631 kam es zum ersten Sternenkrieg zwischen Naranjo und der Kaan-Dynastie, letztere unterstützt aus Uxwitza', der eine verheerende Niederlage für Naranjo zur Folge hatte. Es wird allerdings auch für möglich gehalten, dass die Auseinandersetzung von den Konflikten innerhalb der Kaan-Dynastie bestimmt war und Naranjo auf Seiten der „alten“ Dynastie unter Waxaklajuun Ubaah Kaan mit Sitz in Dzibanche war, Uxwitza' hingegen sich der Fraktion um Yuknoom Ch'een II. mit ihrem neuen Sitz in Calakmul angeschlossen hatte.
Zu einem erneuten Sternenkrieg Naranjos gegen Uxwitza' kam es im Jahr 680. Mit Unterstützung durch Xunantunich gelang es Naranjo, Uxwitza' vernichtend zu schlagen und den neuen Herrscher, K'ak' Ujol K'inich II., Nachfolger von K'an II., ins Exil zu zwingen.
Das letzte in Uxwitza' errichtete Monument ist eine grob gearbeitete Stele, die in das Jahr 859 datiert. Erst 1937 wurde die archäologische Stätte von Holzfällern wiederentdeckt.

### Herrscher in Caracol
(noch unvollständig – Ausgrabungen finden nach wie vor statt)
- 331–349: Te' K'ab' Chaak
- um 470: K'ak' Ujol K'inich I.
- 484–514: Yajaw Te' K'inich I.
- 531–534: K'an I.
- 553–593: Yajaw Te' K'inich II.
- 599–613: "Knot Lord"
- 618–658: "K'an II."
- 658–680: K'ak' Ujol K'inich II.
- um 700: Name unbekannt
- Mitte des 8. Jahrhunderts: Name unbekannt
- 793: Tum Yohl K'inich
- 798: K'inich Joy K'awiil
- 810–830: K'inich Toob'il Yopaat
- 835–849: K'an III.
- 859: Name unbekannt

## Anlage
Mit einer Gesamtlänge von 70 km besaß Uxwitza' eines der umfangreichsten Sacbé-Netze im Maya-Tiefland. Hiermit wurde ein Gebiet von 300 km2 erschlossen, das vermutlich den unmittelbarsten Einflussbereich der Stadt mit zahlreichen Vor- und Nebenorten umfasst. Auf einer Fläche von 88 km2 Stadtgebiet werden 36.000 Hausplattformen vermutet, 3.000 sind nachgewiesen. Es gibt verschiedene Akropolis-Komplexe sowie bisher 23 entdeckte Stelen und Altäre. Das größte Bauwerk in Uxwitza' ist die 43–46 Meter hohe Caana-Pyramide.